# 誇り
| ウィキペディアには「誇り」という見出しの百科事典記事はありません（タイトルに「誇り」を含むページの一覧/「誇り」で始まるページの一覧）。 代わりにウィクショナリーのページ「誇り」が役に立つかもしれません。 |